# سیارک ۵۹۱۹
سیارک ۵۹۱۹ (به انگلیسی: 5919 Patrickmartin، نامگذاری:1991PW12) پنج هزار و نهصد و نوزدهمین سیارک کشف شده‌است که در ۵ اوت ۱۹۹۱ کشف شد.
قدر مطلق سیارک برابر ۱۱٫۶۰ است.